# Carlos Agostinho do Rosário
Carlos Agostinho do Rosário (Maxixe (Moçambic), 26 d'octubre de 1954) és un polític moçambiquès que exerceix com a Primer Ministre de Moçambic des del 17 de gener de 2015. És membre del FRELIMO i està sota el comandament del president Filipe Nyusi. Va treballar com a funcionari en els anys setanta i va ser governador de Zambézia entre 1987 i 1994. Més tard fou elegit diputat a les eleccions generals moçambiqueses de 1994 abans des ministre d'agricultura i pesca, càrrec que va mantenir fins a 1999. Després es va convertir en un diplomàtic a Àsia; el seu últim càrrec abans del seu nomenament com a primer ministre, va ser ambaixador a Indonèsia.

## Carrera
Va estudiar economia en la Universitat Eduardo Mondlane a Maputo. Després va viatjar al Regne Unit on estudiar i obtenir un mestratge en agricultura sostenible i economia de desenvolupament rural al Wye College. En 1977 va començar a treballar per al Ministeri d'obres públiques en el departament d'economia i finances, on va romandre fins a 1983. Entre 1980 i 1982 va ser professor nocturn a l'Institut Industrial de Maputo. En 1983 es va convertir en l'economista principal de l'empresa agrícola Citrinos de Manica.
En 1987 va ser nomenat Governador de Zambézia i secretari general del Comitè Provincial. En 1994 va ser breument membre de l'Assemblea de la República abans de ser Ministre d'agricultura i pesca. En 1999 el seu període com a ministre va finalitzar.
Va ser alt comissionat de Moçambic en Índia i Sri Lanka de 2002 a 2008. En 2009 va ser ambaixador a Indonèsia, amb acreditació simultània a Malàisia, Singapur, Tailàndia i Timor Leste. Es va mantenir en aquest càrrec fins que va ser nomenat primer ministre el 17 de gener de 2015 pel president Filipe Nyusi.
Després de la formació d'un Govern sota Rosário, polítics de l'oposició de la RENAMO es van queixar que els 22 ministres eren del partit del FRELIMO i que el govern per tant no era inclusiu.

## Vida privada
Rosário és un fanàtic del futbol i va jugar en l'equip nacional juvenil. També va crear un equip diplomàtic mentre treballava a Indonèsia.